# اوراسنکه

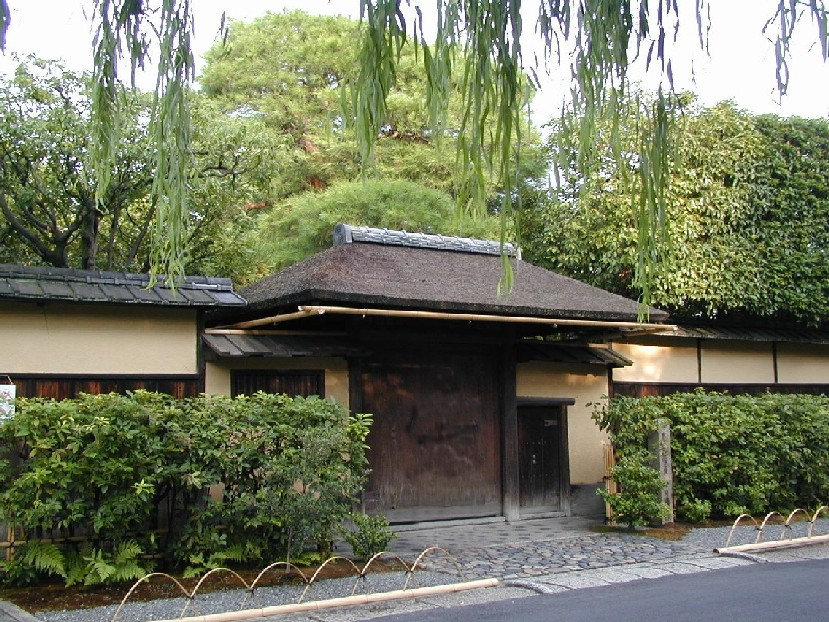

اوراسنکه (به ژاپنی: 裏千家) یکی از مکتب‌های چای ژاپنی است. این مکتب در کنار اوموته‌سنکه و موشاکوجیسنکه مکتب‌های سه‌گانه‌ای هستند که توسط سن نو ریکیو پایه‌گذاری شده‌است.